# 瀑布路站
瀑布路站（英語：Falls Road station）為巴爾的摩輕軌的車站之一，也是輕軌由南向北進入巴爾的摩郡以後的第一個車站。本站位於華盛頓山附近，因此華盛頓山停車場停滿時通勤旅客長選擇本站作為替代方案。本站位於羅伯特‧李將軍紀念公園附近，由該公園某些地方可以看見本站。
本站有110個停車位供通勤旅客使用。
馬里蘭交通管理局60號線行經瀑布路，僅於平常日運行，經過本站，不過從本站月台轉乘巴士有相當的距離。
本站站址位於北方中央鐵路的貝爾山站（Bare Hills）舊址附近。

## 外部連結
- Schedules
- Station from Falls Road from Google Maps Street View